# Боллвін (Міссурі)
Боллвін (англ. Ballwin) — місто (англ. city) в США, в окрузі Сент-Луїс штату Міссурі. Населення — 31 103 особи (2020).

## Географія
Боллвін розташований за координатами 38°35′42″ пн. ш. 90°33′0″ зх. д. / 38.59500° пн. ш. 90.55000° зх. д. (38.595030, -90.550006).  За даними Бюро перепису населення США в 2010 році місто мало площу 23,29 км², уся площа — суходіл.

## Демографія
Згідно з переписом 2010 року, у місті мешкали 30 404 особи в 11 874 домогосподарствах у складі 8631 родини. Густота населення становила 1306 осіб/км².  Було 12435 помешкань (534/км²).
Расовий склад населення:
| - 89,3 % — білих - 5,6 % — азіатів - 2,5 % — чорних або афроамериканців - 0,2 % — корінних американців |

До двох чи більше рас належало 1,7 %. Частка іспаномовних становила 2,4 % від усіх жителів.
За віковим діапазоном населення розподілялося таким чином: 24,9 % — особи молодші 18 років, 60,0 % — особи у віці 18—64 років, 15,1 % — особи у віці 65 років та старші. Медіана віку мешканця становила 41,2 року. На 100 осіб жіночої статі у місті припадало 92,9 чоловіків;  на 100 жінок у віці від 18 років та старших — 90,8 чоловіків також старших 18 років.
Середній дохід на одне домашнє господарство  становив 109 339 доларів США (медіана — 87 373), а середній дохід на одну сім'ю — 120 783 долари (медіана — 97 488). Медіана доходів становила 75 205 доларів для чоловіків та 51 980 доларів для жінок. За межею бідності перебувало 3,0 % осіб, у тому числі 2,9 % дітей у віці до 18 років та 1,5 % осіб у віці 65 років та старших.
Цивільне працевлаштоване населення становило 15 652 особи. Основні галузі зайнятості: освіта, охорона здоров'я та соціальна допомога — 25,0 %, науковці, спеціалісти, менеджери — 13,6 %, роздрібна торгівля — 12,9 %.